# El Pas de la Casa
El Pas de la Casa (pronunție în catalană [əl ˈpas ðə lə ˈkazə] ; franceză Le Pas de la Case) este o stațiune de schi, oraș și trecătoare din parohia Encamp, Andorra, situată la granița cu Franța.

## Prezentare generală
Numele său se traduce literal prin „trecătoarea casei” și se referă la faptul că până la începutul secolului XX exista doar o singură colibă de cioban cu vedere la trecătoare. Trecătoarea marchează bazinul hidrografic al Pirineilor, fiind singurul punct din Andorra unde apa se scurge în Oceanul Atlantic și este sursa râului Ariège. La o altitudine de 2.408 metri (7.900 ft) este unul dintre cele mai înalte puncte ale rețelei rutiere europene. Pasul este ocolit de Tunelul Envalira.
Cele două surse principale de bogăție sunt comerțul și sporturile de iarnă. Festa major de Sant Pere (Sărbătoarea Sfântului Petru) are loc la fiecare zi de 29 iunie în El Pas.

## Stațiune de schi

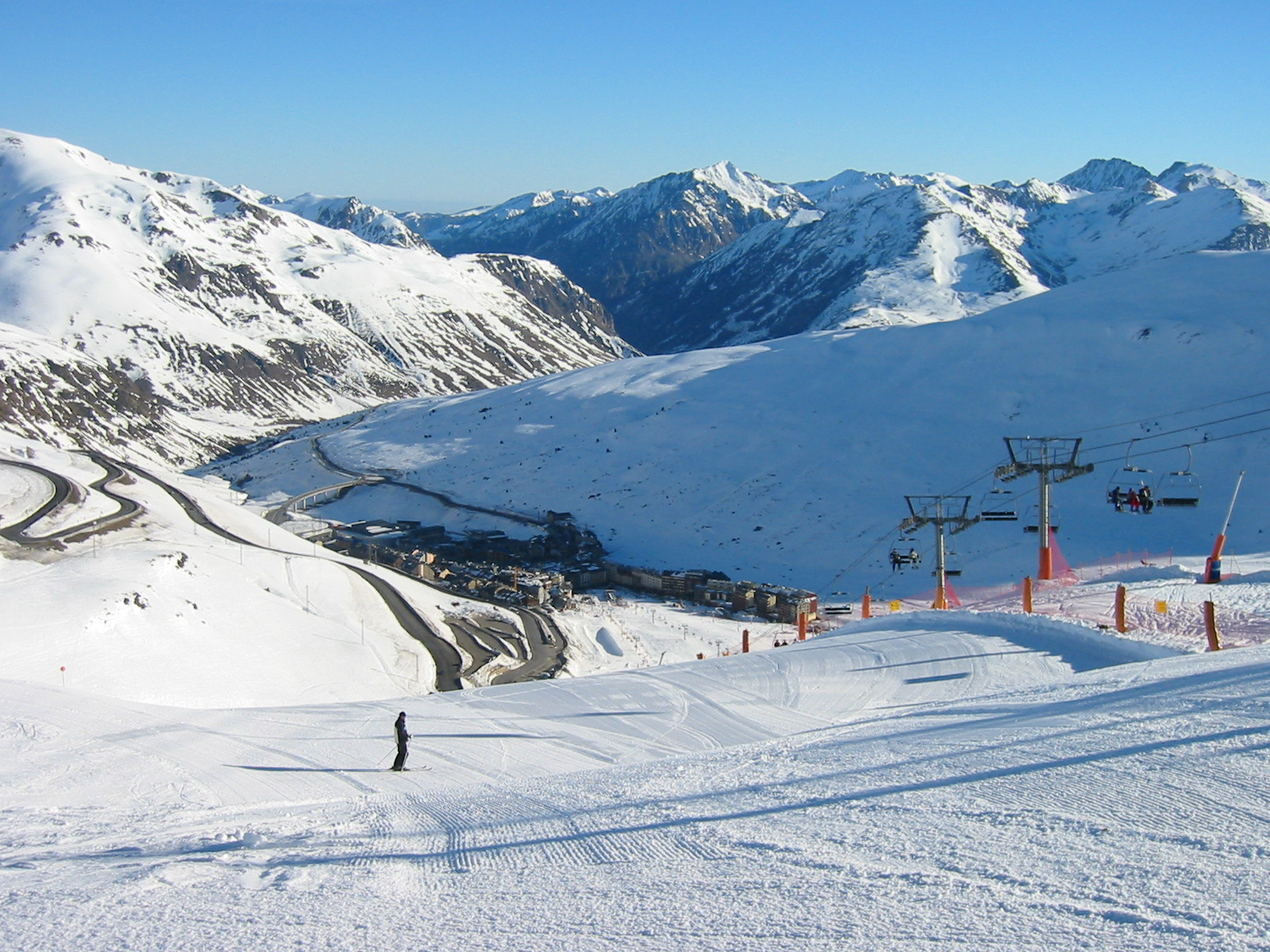
Trecătoarea și stațiunea, cu privirea înspre Franța

Stațiunea de schi Pas de la Casa se află sub trecătoare, pe partea cea mai apropiată de Franța și sub Pic d'Envalira ( 2.827 metri (9.275 ft) ). Primul său teleschi a fost deschis în 1957 și are în prezent 31 de teleschiuri, 100 kilometri (62 mi) de pârtii și 6,26 kilometri pătrați (2 mi2) de teren schiabil. Cel mai înalt punct schiabil este la 2.640 metri (8.661 ft). Popularitatea sa a crescut odată cu industria înfloritoare de schi și snowboard din principat: este cea mai înaltă stațiune din Andorra, are cel mai bun trecut al bogăției de zăpadă și este cel mai ușor de ajuns de la aeroporturile din Barcelona și Toulouse. În consecință, atrage un număr mare de pasionați de sporturi de iarnă britanici și irlandezi, precum și francezi și spanioli. Este, de asemenea, favorizat pentru latitudinea sa sudică și statutul de duty-free, care pentru mulți depășește dezavantajele timpilor lungi de transfer de la aeroport.
Viața de noapte este în special orientată spre tineret, iar o prevalență a pârtiilor roșii face ca schiul să fie mai potrivit pentru intermediari decât pentru începători sau cei mai avansați.
O legătură recentă cu telescaunul către Soldeu prin Grau Roig a creat o zonă de schi conectată care se întinde pe aproape 10% din suprafața de uscat a Andorrei, deși nu toate sunt schiabile.
Un autobuz de la Aeroportul Toulouse, gara Toulouse-Matabiau și Aeroportul Barcelona circulă de două ori pe zi și poate fi rezervat online. Schiurile și snowboardurile pot fi transportate cu autobuzul. De asemenea, sunt disponibile transferuri de la aeroportul Toulouse.

## Climat
Pas de la Casa are fie o climă continentală (Dfb), fie un climat oceanic (Cfb), în funcție de izoterma (0 °C/respectiv -3 °C) utilizată, apropiată strâns de variantele lor cu veri reci (Dfc/respectiv Cfc) însă, din iunie/septembrie temperaturile medii abia ating peste 10 °C, în zonele la altitudini puțin mai mari fiind în cele din urmă temperaturi mai mici decât acestea și clasificându-se în variantele cu veri reci.
Precipitațiile sunt relativ abundente pe tot parcursul anului, cu o scădere notabilă a precipitațiilor în februarie. Verile sunt în general răcoroase datorită înălțimii ridicate a orașului (2080 m), iar iernile sunt adesea înghețate, cu ninsori regulate și furtuni ocazionale de zăpadă, cu temperatura scăzând și mai mult -  sub -10 °C în unele nopți.

## Demografie

### Limbi folosite
Franceza este principala limbă de comunicare alături de limba oficială, catalana.

## Personalități
- Laure Soulie (n. 1987, El Pas de la Casa), o fostă biatletă din Andorra, care a concurat la Jocurile Olimpice de iarnă din 2014

## Galerie de imagini

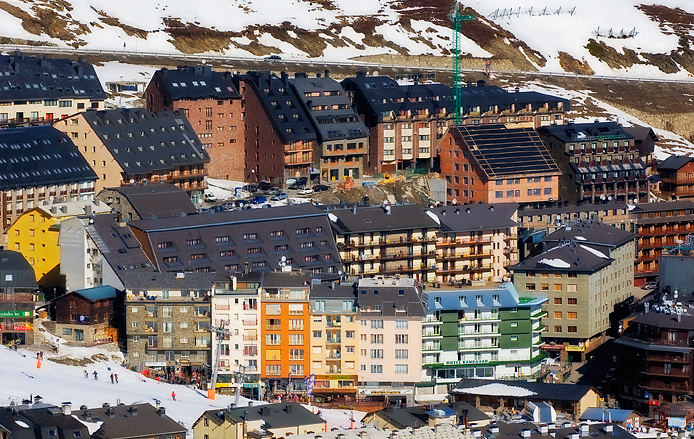
Vedere panoramică a resortului de schi
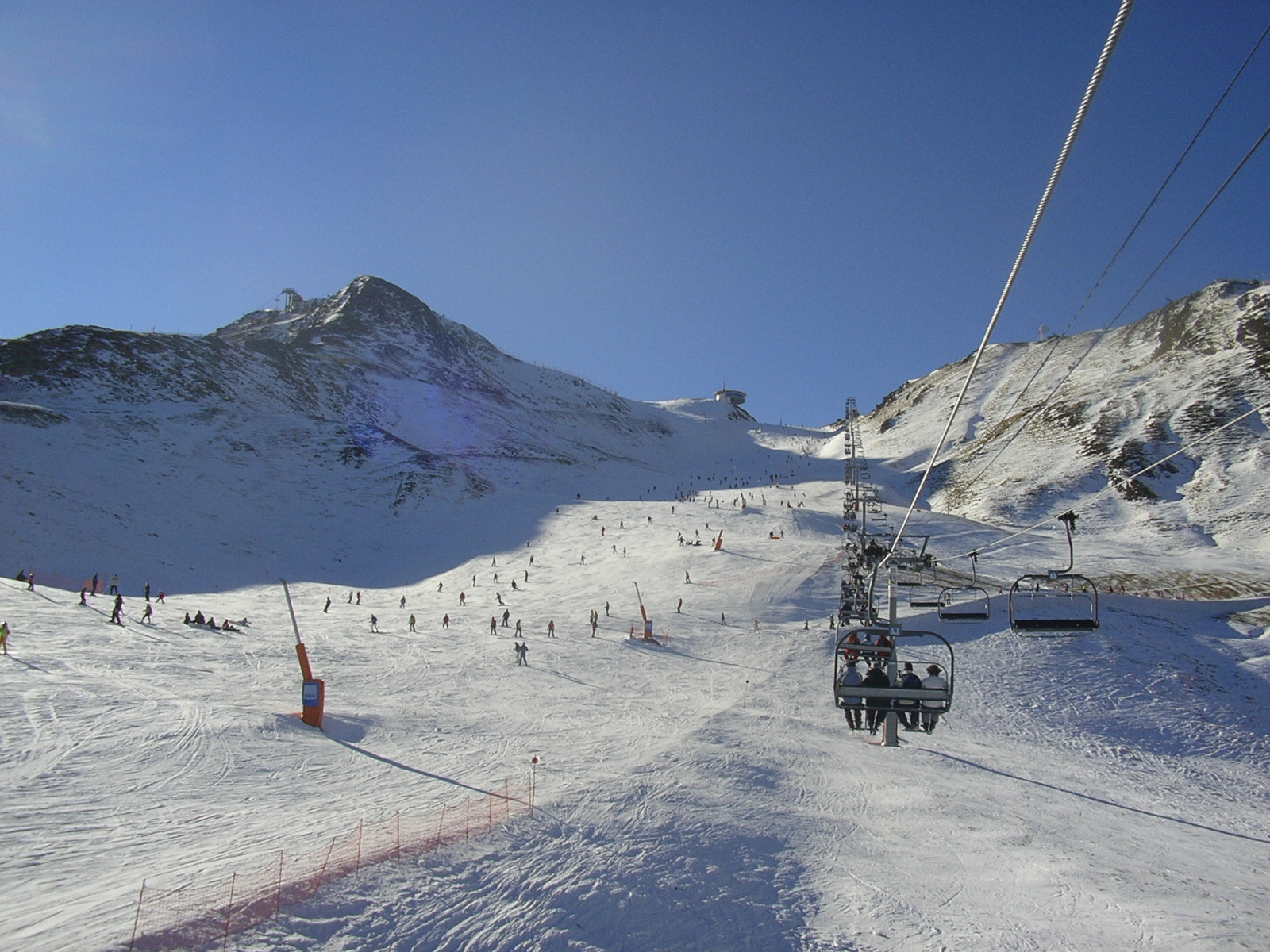
Teleschiul și pârtia de la Pas de la Casa cu Pic d'Envalira în fundal
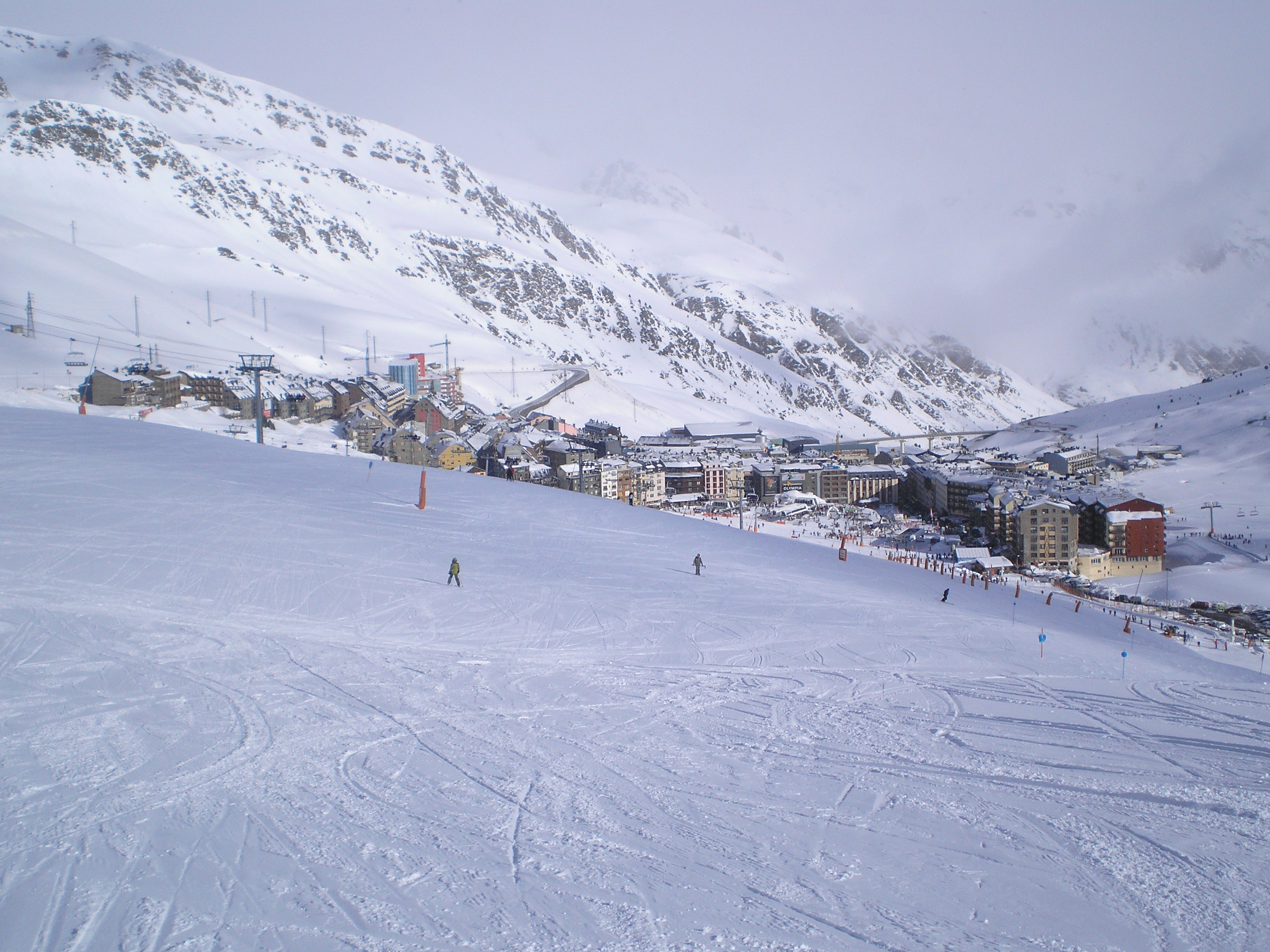
Vedere asupra orașului dinspre pârtii